# Нылга (река)
Нылга́ — река в Республике Удмуртия, правый приток реки Вала (бассейн Волги).
Длина реки составляет 80 км, площадь бассейна — 1230 км². Исток реки находится в Якшур-Бодьинском районе в лесном массиве к северо-востоку от деревни Малая Итча в 24 км к западу от села Якшур-Бодья. Вскоре после истока перетекает в Увинский район, где течёт на юго-запад по лесному массиву. Протекает чуть западнее села Областная с одноимённой железнодорожной станцией и села Вишур. В нижнем течении выходит из леса, протекает крупные сёла Кыйлуд и Нылга, а также деревни Гай, Большой Жужгес и Малый Жужгес. Впадает в Валу в 111 км по её правому берегу, на границе с Можгинским районом в 25 км к северу от города Можга.
Притоки
- Булайка (лв)
- Ванинка (лв)
- 17 км: Уня (пр)
- 18 км: Лоллезка (лв)
- 22 км: Сия (лв)
- Конка (пр)
- 36 км: Сямпок (пр)
- Квакушка (пр)
- 50 км: Итчейка (пр)
- 50 км: Мушковай (пр)
- Чурзи (пр)
- Мурковай (пр)
- Ошмесай (пр)

## Происхождение названия
Название реки является финно-угорским, доудмуртским по происхождению — от прауральского *ńulkɜ, мар. нулго «пихта». В удмуртском названии пихты ньыл(пу) произошло отпадение конечных гласного и согласного.

## Данные водного реестра
По данным государственного водного реестра России относится к Камскому бассейновому округу, водохозяйственный участок реки — Вятка от водомерного поста посёлка городского типа Аркуль до города Вятские Поляны, речной подбассейн реки — Вятка. Речной бассейн реки — Кама.
Код объекта в государственном водном реестре — 10010300512111100039214.